# Leucania hildrani
Leucania hildrani är en fjärilsart som beskrevs av William Schaus 1938. Leucania hildrani ingår i släktet Leucania och familjen nattflyn. Inga underarter finns listade i Catalogue of Life.